# پولیدکتس

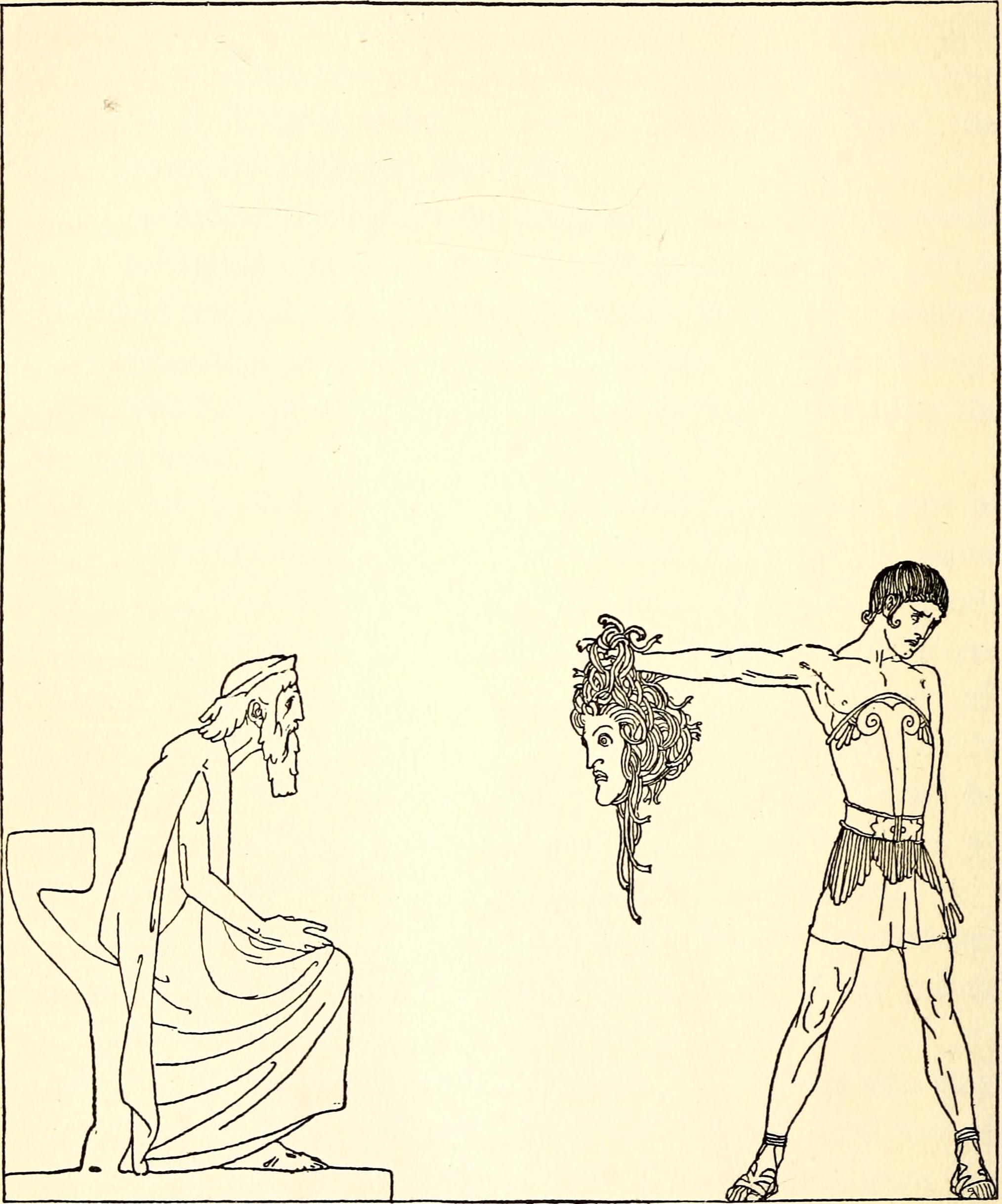
پولیدکتس

پولیدکتس (پولودکتس) (Polydectes) در اساطیر یونان باستان،فرمانروای جزیرهٔ سریفوس و برادر دیکتیس می‌باشد .گفته شده اسم او بدین معنا است:"آن کس که بسیاری راپذیرا می شود/دریافت می کند/به خود می پذیرد".
وقتی که پرسئوس به سن بلوغ رسید، پولیدکتس عاشق مادر وی دانائه شد. روایت‌های متفاوتی در این خصوص وجود دارد، یکی از آن‌ها چنین می گوید: آکریسیوس رد دختر و نوه‌اش را دنبال کرد و فهمید که آن‌ها در جزیرهٔ سریفوس هستند، بنابراین از پولیدکتس خواست که آن دو را به او تحویل دهد، ولی پولیدکتس از این کار امتناع کرد، یعنی به طوری که شاهد هستیم، در این روایت پولیدکتس نه تنها به آن دو آسیبی نمی‌رساند، بلکه از آن‌ها حمایت هم می‌کند.
بنا به یک روایت دیگر، پرسئوس پادشاه جزیره را فرد محترم و شرافتمندی نمی دانست و به همین علت در صدد برآمد از مادرش در برابر وی محافظت کند، ضمن این که مادرش هم علاقه و تمایلی نسبت به پادشاه از خود نشان نمی‌داد. در نتیجه پولیدکتس با بی مهری توطئه کرد تا پرسئوس را از خود و مادرش دور سازد و بدین ترتیب بتواند به غایت خود برسد. وی ضیافت بزرگی ترتیب داد و همهٔ ساکنان جزیره را دعوت کرد، انتظار می رفت که هر یک از مهمانان هدیه ای با خود بیاورد. پولیدکتس از مهمانان خواست که اسب برای او بیاورند،به این بهانه که می‌خواهد با هیپودامیا (رام کنندهٔ اسبان)ازدواج کند.همه اسب آوردند، به غیر از پرسئوس که اسبی در اختیار نداشت. پس پرسئوس از پولیدکتس خواست که هدیه ای دیگر از وی طلب کند و گفت که این بار پولیدکتس هر چه تمنا کند، برایش مهیا خواهد ساخت. پادشاه هم این قول شتابزده و عجولانهٔ پرسئوس را آلت دست قرار داد و سر تنها گورگون فانی، یعنی مدوسا را طلب کرد.
پرسئوس هنگامی که به سریفوس بازگشت، دانست که مادرش مورد خشونت و آزار گستاخانهٔ پولیدکتس قرار گرفته و پولیدکتس مادرش را تهدید و حتی به او تجاوز کرده است و مادرش ناچار شده‌است به معبدی پناهنده شود.پرسئوس،پولیدکتس را با استفاده از سر مدوسا کشت و دیکتیس(Dictys)برادر او را که شوهر دانائه هم بود،به فرمانروائی سریفوس منصوب کرد.
همان گونه که قبلاًاشاره شد،روایتی می گوید که پولیدکتس نه تنها آسیبی به مادر و فرزند نرساند،بلکه از آن‌ها حمایت هم کرد و به آکریسیوس مسترد نکرد.در نهایت پرسئوس قسم خورد که هرگز جدش را نخواهد کشت، اما اندکی بعد پولیدکتس مرد و به هنگام برگزاری بازی‌ها و مسابقات مراسم تدفین وی،دیسکی که پرسئوس پرتاب کرده بود، تصادفاً به آکریسیوس اصابت کرد و باعث مرگ او شد.